# Scheibenlechtenmoos

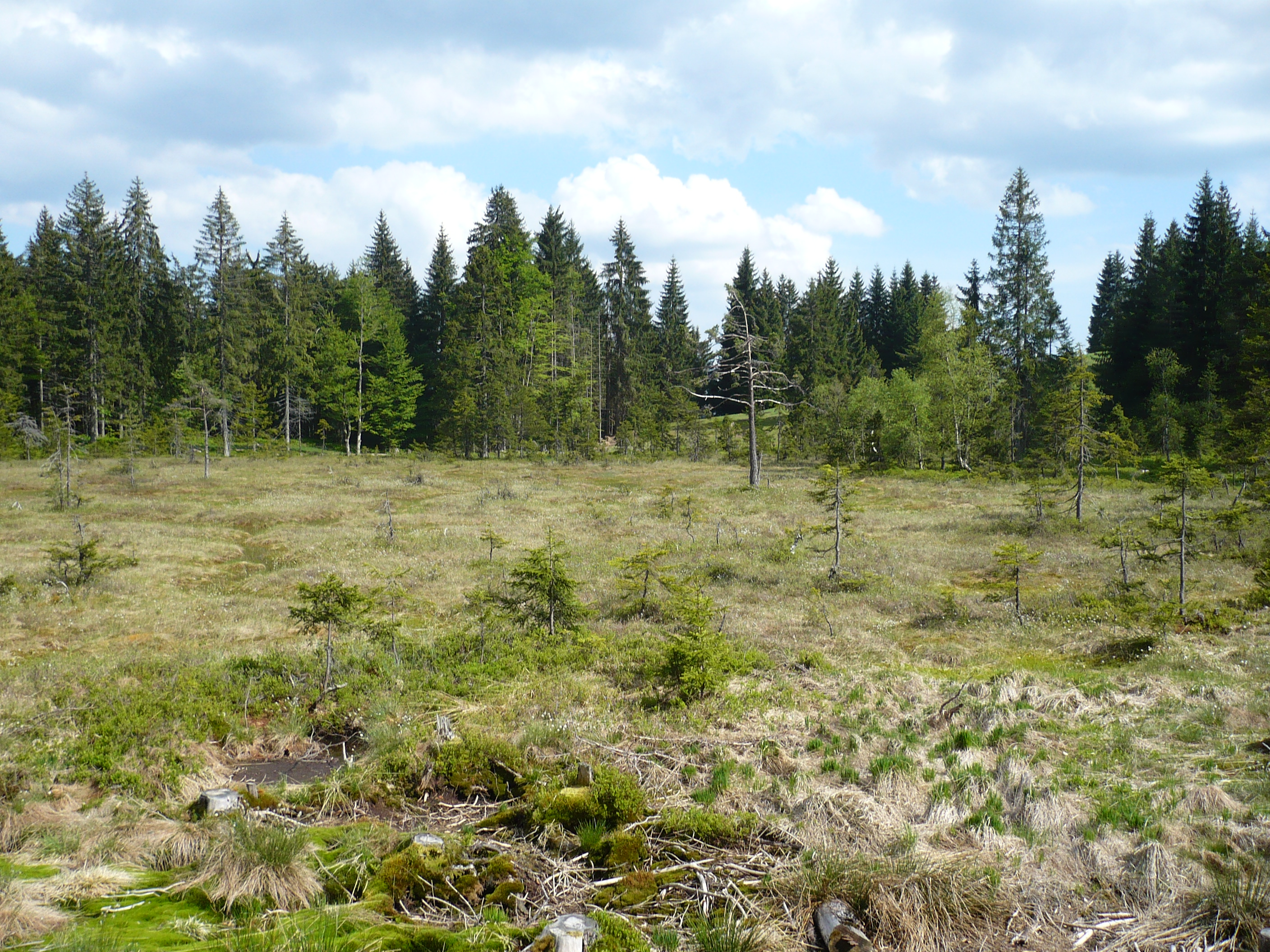
Blick auf das Scheibenlechtenmoos Richtung Osten

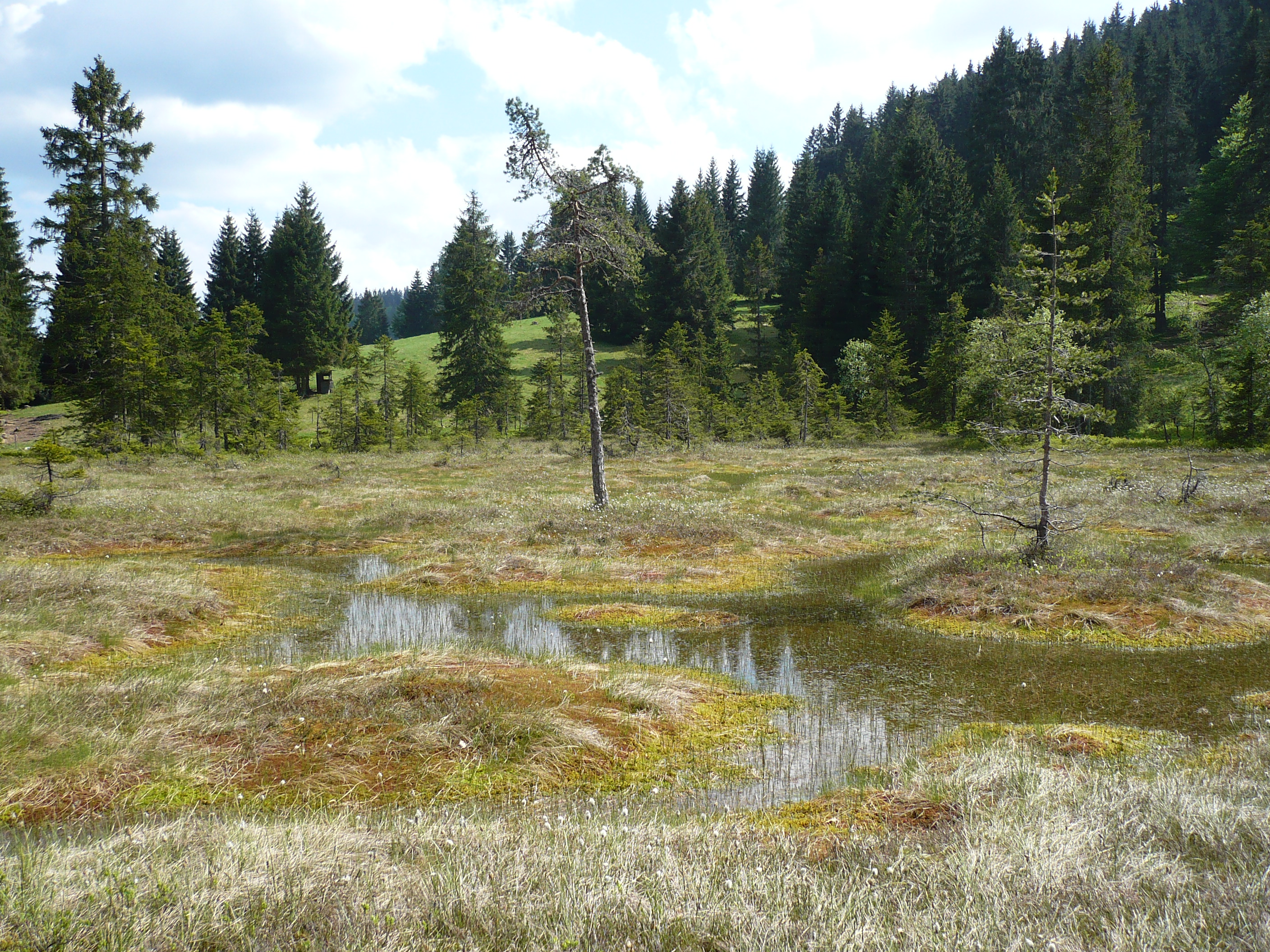
Wasserstellen im Moor

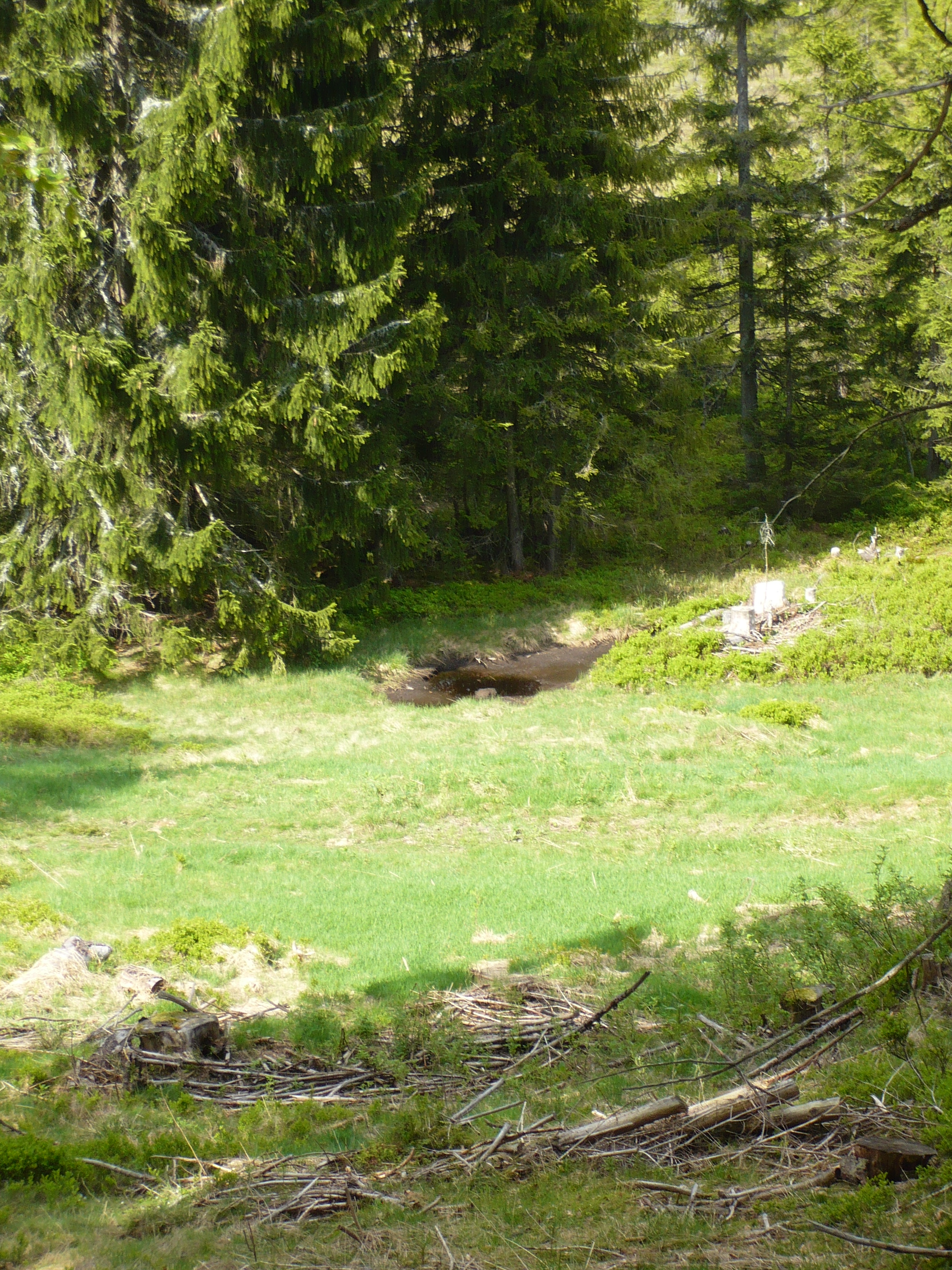
Moorauge

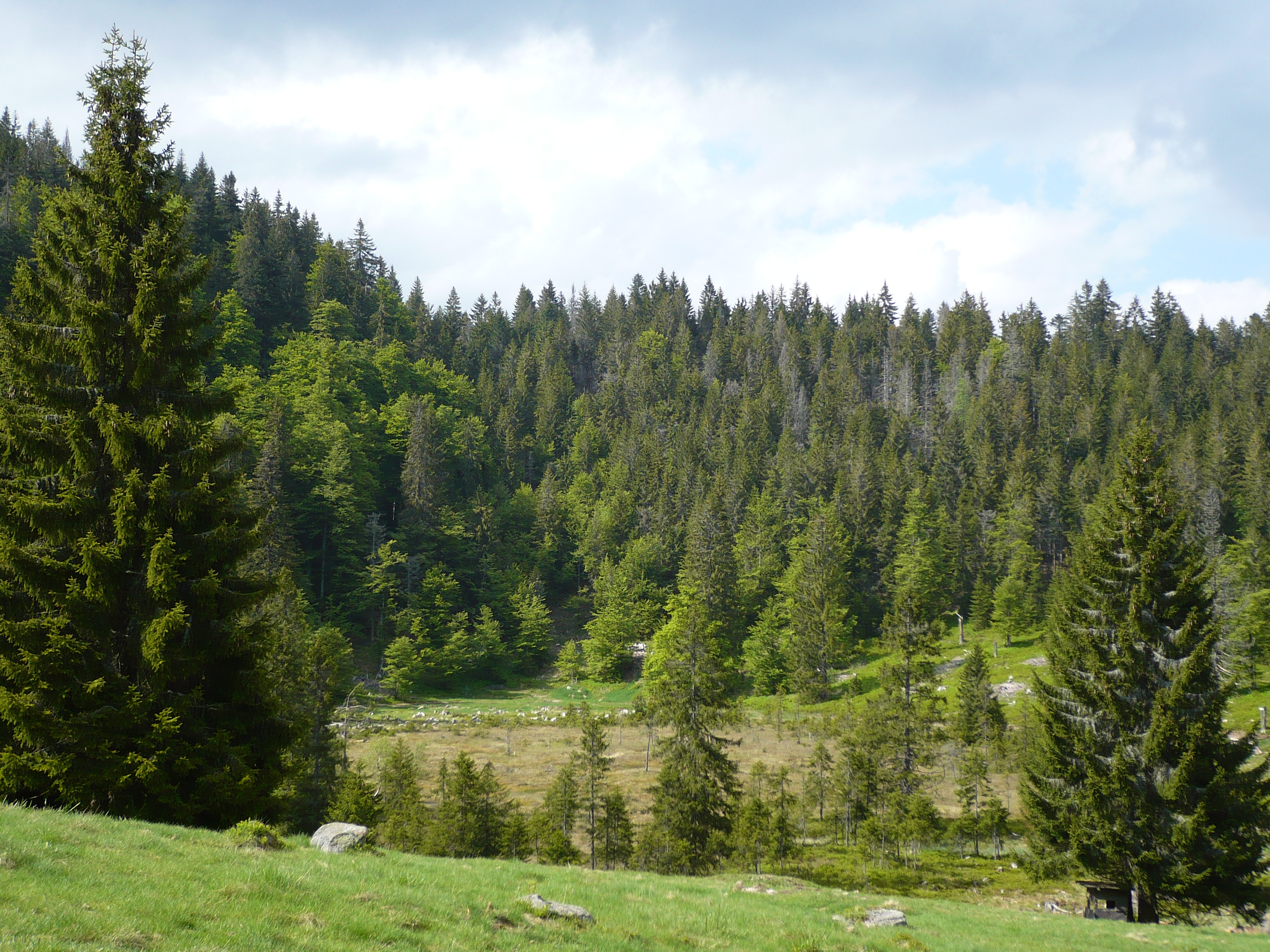
Das Scheibenlechtenmoos im Kar unterhalb des Spießhorns

Das Scheibenlechtenmoos ist ein verlandendes Hochmoor unterhalb des Spießhorns bei Menzenschwand im Schwarzwald.

## Geologie und Bodenbeschaffenheit
Das Hochmoor Scheibenlechtenmoos bildete sich in einem eiszeitlichen Kar (Scheibenlechtenmoos-Kar) in 1079 m Höhe westlich oberhalb des Ortes Menzenschwand (Ortsteil Hinterdorf), am Osthang des Spießhorns (1351 m). Die bewaldeten Karwände, die hauptsächlich aus Bärhaldegranit (GBA) aufgebaut sind, ragen über dem Moor ca. 140 m steil empor und werden oben von einem mächtigen Felskranz beschlossen. Zum Tal hin wird das Kar durch eine Endmoräne abgeschlossen.
Die Torfbildung auf dem Karboden ist derzeit bis zu sechs Meter mächtig. Sedimentologische Untersuchungen ergaben am Grund des Moors den Nachweis von Laacher Bimstuff, was auf ein Alter des Moors von über 10.000 Jahren schließen lässt. Nach Pollenanalysen reicht die Entstehung sogar bis 11.000 Jahre zurück. Darunter befinden sich Schichten der Älteren Dryaszeit (Jungpleistozän).

## Flora
Im Scheibenlechtenmoos wachsen zahlreiche seltene Pflanzen, darunter der Rundblättrige Sonnentau (Drosera rotundifolia). Auf dem Weg zum Moor konnte an einem Quellhang am Ortsrand von Menzenschwand vor einigen Jahren noch das Gemeine Fettkraut (Pinguicula vulgaris) gefunden werden. Dieser Standort ist inzwischen ausgestorben.

## Fauna
Das Gebiet Scheibenlechten ist gekennzeichnet durch das Vorkommen sehr seltener Libellen-Arten mit höchster Wertigkeit.

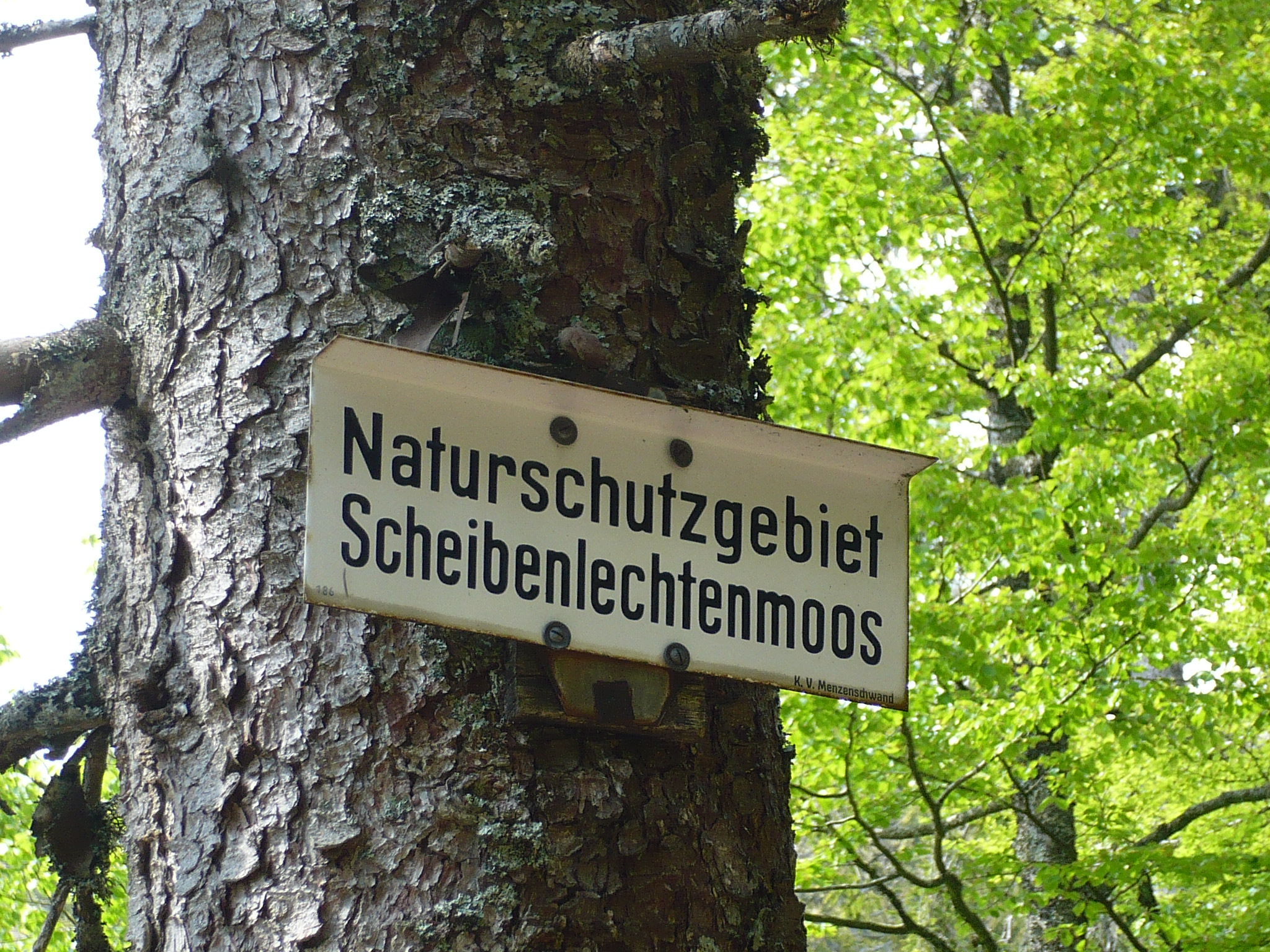
Alte Kennzeichnung des ehemaligen Naturschutzgebiets Scheibenlechtenmoos

## Naturschutz und Tourismus
Das Moor ist von der Verlandung bedroht. Die Gemeinde Menzenschwand achtet durch Aufstauung am Abfluss des Moores darauf, dass das Moor auch in Zukunft erhalten bleibt.
Bis vor einigen Jahren existierte ein eigenes Naturschutzgebiet Scheibenlechtenmoos (1939–1991). Heute liegt das Hochmoor im Naturschutzgebiet Feldberg.
Es ist durch einen steilen, wenig begangenen Wanderweg vom Talort Menzenschwand aus erschlossen.